# 1988年夏季残疾人奥林匹克运动会泰国代表团
1988年夏季残疾人奥林匹克运动会泰国代表团是泰国派出的1988年夏季残疾人奥林匹克运动会代表团。获得1枚银牌。